# 시즈나이역
시즈나이역(일본어: 静内駅)은 일본 홋카이도 니캇푸 군 신히다카정에 위치한 홋카이도 여객철도 히다카 본선의 철도역이다. 상대식 승강장 2면 2선의 구조를 갖춘 지상역이다.

## 역 주변
- 국도 제235호선
- 신히다카 정청
- 시즈나이 간이 재판소

## 역사
- 1926년 12월 7일 : 히다카 척식 철도 아쓰가 역 - 이 역 간 연장 개통에 의해 개업. 일반역.
- 1927년 8월 1일 : 히다카 척식 철도가 국유화에 의해, 일본국유철도로 이관. 선로명을 히다카 선으로 개칭, 그것에 의해 이 노선의 역이 된다.
- 1933년 12월 15일 : 이 역 - 히다카미쓰이시 역 간 연장 개통에 의해 중간역이 됨.
- 1938년 3월 10일 : 시즈나이 기관고 설치.
- 1943년 11월 1일 : 선로명을 히다카 본선으로 개칭, 그것에 의해 이 노선의 역이 된다.
- 1959년 11월 1일 : 시즈나이 기관고 폐지.
- 1968년 2월 1일 : 오이와케 기관고 시즈나이 분고 설치.
- 1969년 11월 1일 : 오이와케 기관고 시즈나이 분고가 도마코마이 기관고 시즈나이 분고로 됨.
- 1978년 10월 2일 : 컨테이너 기지 설치.
- 1984년 2월 1일 : 화물 · 소화물 취급 폐지.
- 1987년 4월 1일 : 일본국유철도 분할 민영화에 의해, 홋카이도 여객철도가 승계.
- 2001년 2월 3일 : 신역사에 의해 영업 개시.
- 2002년 4월 1일 : 관광정보센터 '폿포'가 오픈
- 2013년
  - 4월 1일 : 무선 랜 접속 가능, 도난 버스 창구와 매점이 영업 종료.
- 2021년 4월 1일 : 폐역.

## 인접 역
| 홋카이도 여객철도 히다카 본선 | 홋카이도 여객철도 히다카 본선 | 홋카이도 여객철도 히다카 본선 |
| ----------------------------- | ----------------------------- | ----------------------------- |
| 니캇푸 도마코마이 방면        | ■ 히다카 본선                 | 히가시시즈나이 사마니 방면    |